# Janne Andersson
Jan Olof Andersson (født 29. september 1962 i Halmstad, Sverige) er en svensk fodboldtræner, der har været manager for Sveriges fodboldlandshold siden 2016.
Før han blev Sveriges manager har Janne Andersson også været træner for Halmstads BK, Örgryte IS og IFK Norrköping. Sidstnævnte klub førte han til svenske mestre i 2015 ved Fotbollsallsvenskan. Med Sveriges landshold førte Janne Andersson holdet til en kvartfinaleplads ved VM 2018 i Rusland og nåede også ottendedelsfinalen ved Europamesterskabet 2020.Andersson og Sverige mislykkedes med at kvalificere til VM 2022 og Europamesterskabet 2024.
Privat er han gift med Ulrika Andersson, der arbejder som professor på Lunds universitet.